# Aramis Ramírez
Aramis Nin Ramírez (Santo Domingo, 25 giugno 1978) è un ex giocatore di baseball dominicano, soprannominato A'Ra Nis.

## Carriera MLB

### Pittsburgh Pirates

#### 1998-2003
Il 7 novembre del 1994 all'età di 16 anni, Aramis Ramírez firmò un contratto per i Pittsburgh Pirates.
Dopo quattro anni di college, finalmente nel 1998 iniziò la sua carriera nella squadra della Pennsylvania. Il debutto avvenne il 26 maggio del 1998, diventando il giocatore più giovane dei Pirates a calcare il campo della Major League Baseball (MLB). Le prime tre stagioni di Ramírez furono divise fra i Pirates e le varie leghe minori associate con Pittsburgh.
La sua prima vera stagione fu nel 2001 quando collezionò 158 presenze con 34 fuoricampo (16° nella National League), 112 RBI (13° nella National League), 181 valide (12° nella National League) e 40 doppi (11° nella National League). La sua percentuale OPS fu di .885.
La stagione seguente fu chiusa con l'attivo di 18 fuoricampo, 71 RBI e 51 punti segnati.

### Chicago Cubs

#### 2003-2008

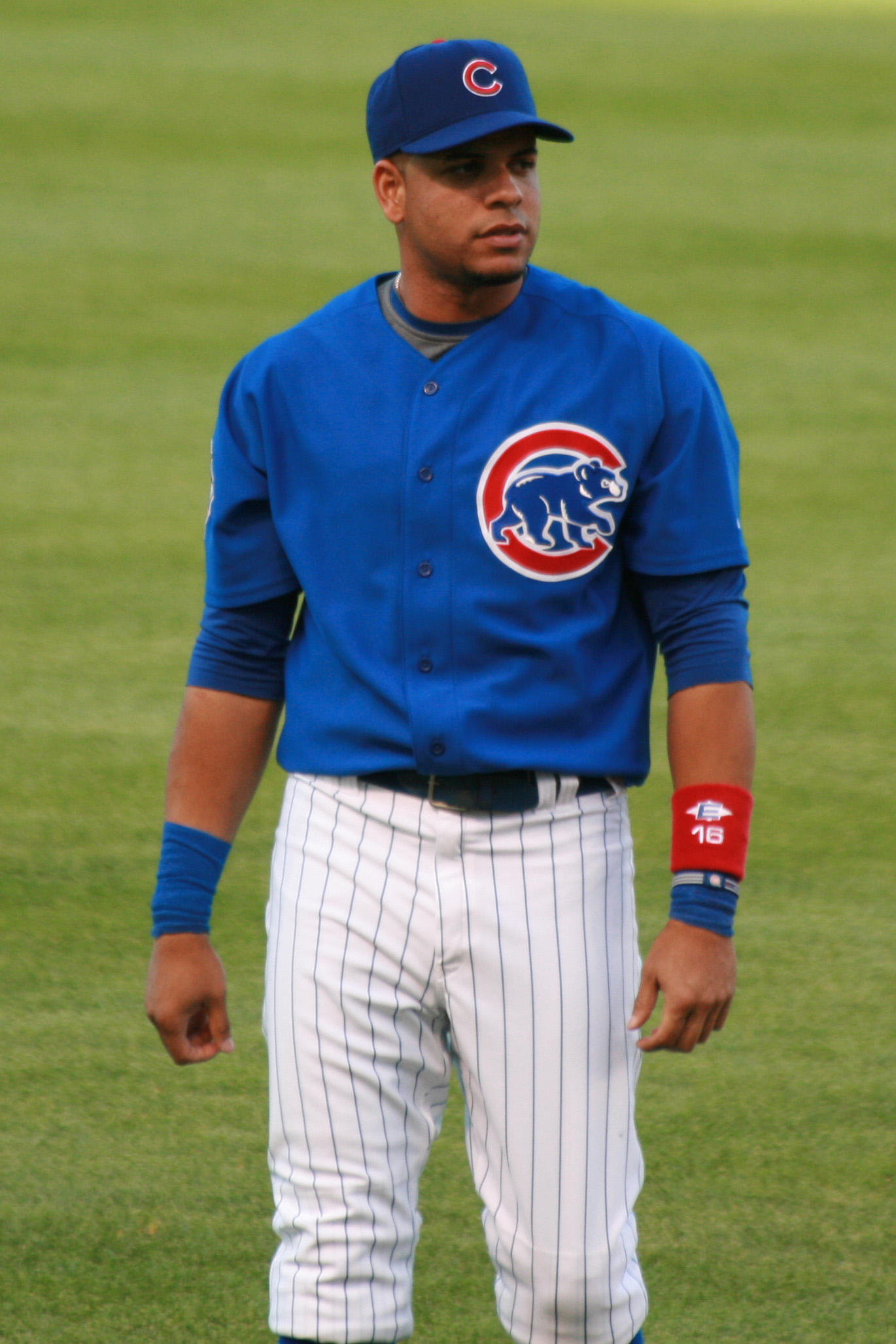
Ramírez nel 2008 con la divisa dei Cubs

Nella stagione 2003, Pittsburgh decise di cedere Ramírez ai Chicago Cubs insieme a Kenny Lofton il 23 luglio 2003.
Alla fine della stagione 2003, Aramis chiuse con la media difesa più bassa di tutta la Major League nei ruoli di prima, seconda e terza base con 0,929.
I Cubs in quell'anno si sono qualificati per i playoff, riuscendo a sconfiggere al primo turno gli Atlanta Braves per poi arrendersi in 7 serrate partite ai Florida Marlins.
Durante la gara 4 della finale della National League, Ramírez ha fatto la storia dei Cubs. Nel primo inning, Ramírez ha colpito il primo Grande Slam nei playoff nella storia dei Cubs.
Oltre a questo, Ramírez ha chiuso i playoff colpendo 3 fuoricampo, mettendo a referto 7 RBI e segnando un triplo.
Nella stagione regolare aveva chiuso con 159 presenze, 27 fuoricampo, 106 RBI e 75 punti segnati.
Nella stagione 2004, il suo gioco difensivo fece registrare il fattore gamma di 2,26 il migliore di tutte le prime, seconde e terze basi.
Chiuse anche con 145 presenze, 36 fuoricampo (9° nella National League), 103 RBI, 99 punti segnati.
Nella stagione 2005, 2006, 2007 e 2008 Ramírez chiuse con 31, 38 (8° in NL), 26 e 28 fuoricampo e con 92, 119 (6° in NL), 102 e 111 (8° in NL) RBI.
Nel 2005 e nel 2008 fu anche convocato per l'All-Star Game.
La settimana del 24 luglio 2005 vinse anche il premio come giocatore della settimana.

#### 2009
Ramírez ha iniziato subito con un inizio di stagione molto efficace. Nella serie contro gli Houston Astros ha fornito al suo team 5 RBI. Il suo primo fuoricampo stagionale fu anche il suo 250° in carriera e fu messo a segno contro il lanciatore Roy Oswalt, uno dei migliori della lega. Il 18 aprile contro i St. Louis Cardinals, ha colpito un walk-off home run nell'11° inning supplementare.
Chiuse la stagione 2009 con 82 presenze, 15 fuoricampo e 65 RBI.

#### 2010
Dopo un inizio di alti e bassi con 5 fuoricampo e 22 RBI in 47 partite, Ramírez si infortunò e fu inserito nella lista DLC. Fece la preparazione in Minor League con gli Iowa Cubs.
Chiuse la stagione 2010 con 123 presenze, 25 fuoricampo e 83 RBI.

#### 2011
Ramírez il 3 novembre del 2010 ha sfruttato la sua opzione di contratto alla sua scadenza rimanendo con i Cub anche per l'anno 2011 per 14 milioni di dollari.
Insieme alle altre stelle Alfonso Soriano, Carlos Peña e Geovany Soto i Cubs erano convinti di poter puntare ai playoff, ma a causa di vari infortuni non riuscirono nello scopo.
Il 1º luglio 2011, Ramírez ha colpito il fuoricampo numero 300 in carriera nel derby contro i Chicago White Sox. Il 10 luglio 2011, Aramis Ramirez è stato chiamato dalla National League per sostituire Bruce Polanco nell'All-Star Game, ma Ramirez ha declinato l'invito a causa di altri impegni con la sua famiglia durante la pausa.
Il 30 ottobre 2011, Ramirez ha rifiutato l'opzione di $16 milioni di dollari del suo contratto per testare il mercato dei free agent.
Ramirez ha battuto con una media di .306 con 35 doppi, 26 fuoricampo e 93 RBI. È stato inoltre il migliore della squadra in media bombardieri e percentuale di arrivi in base. A fine stagione ha vinto il suo primo Silver Slugger Award.

### Milwaukee Brewers
Dopo aver firmato un triennio con i Brewers per rimpiazzare Prince Fielder andato ai Detroit Tigers, Ramírez ha giocato con i Brewers nella Preseason disputando 16 partite e mettendo a segno un fuoricampo e 2 RBI. 

### Pittsburgh Pirates
Il 23 luglio 2015, Ramirez è stato scambiato con i Pittsburgh Pirates in cambio del lanciatore di minor league Yhonathan Barrios. Ha giocato la sua ultima partita in Major League il 3 ottobre e il 5 novembre ha annunciato il ritiro.

## Palmarès
- 2 All-Star Game (2005, 2008)
- Hank Aaron Award - 2008
- Silver Slugger Award - 2011